# Im Keller (2014)
Im Keller ist ein österreichischer Dokumentarfilm aus dem Jahr 2014 von Ulrich Seidl und handelt von den Obsessionen, die Leute in ihren Kellern ausüben. Der Film hatte seine Premiere bei den Internationalen Filmfestspielen von Venedig und lief dort außer Konkurrenz. Der Kinostart in Österreich war am 26. September 2014, in Deutschland am 4. Dezember 2014.

## Inhalt
Der Film zeigt in loser Aneinanderreihung Personen, die in Kellerräumen ihren Obsessionen nachgehen. Neben nur kurz gezeigten Szenarien wie gelangweilten Jugendlichen, einem Schlangenbesitzer, dessen Riesenschlange ein Meerschweinchen tötet, einem Mann hinter seiner Modelleisenbahnanlage, Frauen in einem Waschkeller, einem Schwimmer in einem Mini-Schwimmbecken oder einem Ehepaar, das seinen Keller präsentiert, in dem schon lange nicht mehr gefeiert wird, etabliert Seidl wiederkehrende Charaktere.
Darunter sind eine Frau, die sich fürsorglich um die Puppen in ihrem Keller kümmert, oder ein Jäger, der seine Sammlung an ausgestopften Wildtieren präsentiert. In einer unterirdischen Schießanlage gibt sich ein Opernliebhaber dem Gesang von Arien hin und gerät mit seinen Schützenkollegen in einen Streit zum gesellschaftlichen Umgang mit Türken und „anderen Naturvölkern, Hunnen und so“. In anderen Szenen hält ein Blasmusikliebhaber in seinem mit Nazi-Souvenirs ausstaffierten Keller samt Hitler-Porträt Stammtischrunden ab. Des Weiteren wird eine Masochistin gezeigt, die über ihre freiwillig und unfreiwillig ertragenen Schmerzen spricht und sich anschließend auspeitschen lässt. Außerdem spricht ein Mann im Ledertanga von seinem außerordentlichen Ejakulationsvermögen und dessen Effekt auf Frauen.
Ausführlich widmet sich der Film einem Ehepaar, das sadomasochistische Praktiken pflegt. In der gemeinsamen Wohnung wird der Mann zum Sklaven seiner Frau. Er reinigt nackt den Boden und das Geschirr, nimmt die Reinigung der Frau nach dem Wasserlassen auf der Toilette vor. Im Keller hat sich das Paar ein SM-Studio eingerichtet. Dort wird die Reaktion des Mannes auf Quälpraktiken der Frau gezeigt. Geschlechtsorgane der Frau sind zu keinem Zeitpunkt zu sehen.

## Hintergrund
Der Film wurde von Februar bis Mai 2009 in Wien und Niederösterreich gedreht und im Frühjahr 2014 fertiggestellt. Er wurde durch das Österreichische Filminstitut, den Filmfonds Wien und das Land Niederösterreich gefördert und entstand in Zusammenarbeit mit Arte sowie in Koproduktion mit dem ORF, dem WDR und coop99 filmproduktion.
Die auf Arte gesendete Dokumentation „Ulrich Seidl und die Bösen Buben“, die sich u. a. mit den Arbeiten an „Im Keller“ befasst,  legt dar, dass Seidl den im Film Dargestellten Handlungsanweisungen gab. Auch schaffte der Regisseur eigene Realitäten, indem er Orte veränderte, Sujets selbst zusammen stellte und auf diese Weise Eindrücke verdichtete.
Der Film wurde 2018 im Rahmen der Edition österreichischer Film von Hoanzl und dem Standard auf DVD veröffentlicht.

## Nazi-Keller
Wegen der Darstellungen der fünf singenden Männer zwischen Nazi-Devotionalien in einem Keller in Marz begann die Staatsanwaltschaft bereits vor Kinostart mit Ermittlungen wegen des Verdachts auf Verletzung des Verbotsgesetzes, dessen § 3g „jede Betätigung im nationalsozialistischen Sinne zum Inhalt“ hat.
In Folge traten zwei Gemeinderäte der ÖVP in ihrer Funktion zurück, die sie zum Zeitpunkt der Dreharbeiten im Jahr 2009 allerdings noch nicht innegehabt hatten. Sie beteuerten im Nachhinein, sie seien bezahlte Statisten gewesen, während Seidl das Gegenteil behauptete.
Die Ermittlungen der Staatsanwaltschaft wurden im Februar 2015 abgeschlossen. Im Mai wurde gegen den Eigentümer des Kellers Anklage wegen Wiederbetätigung nach § 3g des Verbotsgesetzes erhoben. Bei dessen vier Gästen wurde das Verfahren eingestellt. Der Prozess begann am 2. Juli 2015 in Eisenstadt und endete für den Angeklagten mit einer Bewährungsstrafe von zehn Monaten. Die Sammlung von Nazi-Devotionalien wurde konfisziert.

## Rezeption
Der film-dienst resümierte, im Film gehe es „um das Ausgeschlossene, um das, was in der Öffentlichkeit anscheinend keinen Platz findet, was verdrängt und in ‚private‘, unzugängliche Bereiche abgeschoben wird: um Sex, Gewalt, Unterwerfung und Dominanz“. Die Zeitschrift sah den Film im „Nachgang zu spektakulären österreichischen Kriminalfällen, in denen Menschen jahrelang in unterirdischen Räumen gefangengehalten wurden“. Seidl inspiziere „die Keller seiner Landsleute als metaphorischen Ort abgründiger Regungen und Triebe“. Was dabei „Authentizität und Unmittelbarkeit suggeriert, entspringt freilich mehr einer artifiziell-kalkulierten Inszenierung, die sich an dem vermeintlich skandalösen, im Grunde aber doch arg banalen Verhalten der Menschen berauscht“. Die Schwäche des Films liege „in seiner inhaltlichen Leere, da sich der Film in den zentralen Kapiteln in pittoresker Oberflächlichkeit erschöpft“. Damit falle Im Keller „deutlich hinter Import Export oder der ‚Paradies‘-Trilogie zurück, in denen Seidls Semi-Dokumentarismus durch die Einbettung in fiktive Szenarien zu neuen Ufern aufgebrochen war“.
Die Zeit bezeichnete Im Keller als „großartigen Film“ und kommentierte, „ganz langsam entwickelt sich Im Keller zu einer dokumentarischen condition humaine“, was nicht zuletzt am Sex liege, und an der „Entspanntheit, mit der in diesem Film Perversionen ausgelebt und reflektiert werden“.
Epd Film vergab 4 von 5 Sternen. Seidl erstelle eine „ganz eigene Beziehung zwischen den Protagonisten und den Zuschauern“, in der man sich gegenseitig aushalten müsse. Von der Paradies-Trilogie nehme Im Keller mit, „dass Seidl seine Figuren – komisch, brutal oder bizarr, wie sie sein mögen, und auch wenn er in seinen Bildern durchaus mitteilt, dass er auch selber erschrocken sein kann – im Grunde seines Herzens“ liebe.

## Auszeichnungen
Der Film konkurrierte beim Internationalen Dokumentarfilmfestival in Kopenhagen um den Politiken’s Audience Award, hatte jedoch das Nachsehen gegenüber Just Eat It: A Food Waste Story von Grant Baldwin. Beim Jihlava International Documentary Film Festival (Tschechien) war der Film in der Sektion Best Central and Eastern European Documentary nominiert.